# Reinaldo Alagoano
Reinaldo Gonçalves Felix (Arapiraca, Brasil, 13 de abril de 1986), más conocido como Reinaldo Alagoano, es un futbolista brasileño que juega de delantero. Actualmente se desempeña en el Nacional Esporte Clube.

## Trayectoria
Comenzó su carrera profesional en 2005, en el Murici Futebol Clube del estado de Alagoas, en el que nació, un año después fichó por el Clube de Regatas Brasil. En la temporada 2007/08 fichó por el Sport Club Corinthians Alagoano del que pasó al Cruzeiro Esporte Clube.
En su nuevo club no logró hacerse con un sitio fijo en el once titular así que salió cedido a diversos clubs a lo largo de los años, entre los que destacan la Sociedad Deportiva Huesca de España en la temporada 2009/10 o el Vegalta Sendai en la siguiente campaña.
Actualmente tras pasar por otros clubs brasileños se desempeña para el Nacional Esporte Clube.

## Clubes
| Club                                       | País   | Periodo   |
| ------------------------------------------ | ------ | --------- |
| Nacional Esporte Clube                     | Brasil | 2005      |
| Clube de Regatas Brasil                    | Brasil | 2006      |
| Sport Club Corinthians Alagoano            | Brasil | 2007-2008 |
| Cruzeiro Esporte Clube                     | España | 2008-     |
| Esporte Clube Bahia (Cedido)               | Brasil | 2009      |
| S. D. Huesca (Cedido)                      | España | 2009-2010 |
| Vegalta Sendai (Cedido)                    | Japón  | 2010      |
| Mirassol Futebol Clube (Cedido)            | Brasil | 2011      |
| Boa Esporte Clube (Cedido)                 | Brasil | 2011      |
| Agremiação Sportiva Arapiraquense (Cedido) | Brasil | 2011      |
| Nacional Esporte Clube (Cedido)            | Brasil | 2012-     |